# Ein Mann mit Phantasie
Ein Mann mit Phantasie (auch Julius Reuter – Ein Mann mit Phantasie, Originaltitel A Dispatch from Reuters) ist eine US-amerikanische Filmbiografie über Paul Julius Reuter in schwarz-weiß aus dem Jahr 1940. Regie führte William Dieterle, das Drehbuch schrieb Milton Krims nach einer Geschichte von Valentine Williams und Wolfgang Wilhelm. Die Hauptrollen spielten Edward G. Robinson und Edna Best.

## Handlung
Der junge Julius Reuter ist 1833 beeindruckt von der gerade erfundenen Telegrafie und deren Auswirkungen auf die Nachrichtenübermittlung. 16 Jahre später sind immer noch nur wenige Städte an das Nachrichtensystem angeschlossen. Julius Reuter gründet zusammen mit seinem Freund Max Wagner in Brüssel einen Brieftaubendienst, um die Lücken zu schließen. Der Dienst ist zunächst wenig erfolgreich. Reuter wird deswegen verspottet und ausgelacht. Der Wert der Idee zeigt sich aber, als ein Medikament für fieberkranke Kinder per Kurier an den Arzt Dr. Magnus in Aachen geschickt wird. Es stellt sich kurz danach heraus, dass es Gift enthält. Reuter schickt die Information per Brieftaube zu seiner Aachener Niederlassung. So kann Dr. Magnus rechtzeitig gewarnt werden. Reuter reist nach Aachen, um Dr. Magnus darum zu bitten, mit dem Vorfall werben zu dürfen. Dr. Magnus und seine Tochter Ida, sind zwar sehr dankbar, bitten ihn aber, die Sache nicht zu veröffentlichen, um dem Ruf der Medizin nicht zu schaden. Reuter willigt ein, doch er wird weiterhin ausgelacht, insbesondere von dem Bankier Otto Bauer. Dr. Magnus überzeugt Bauer aber bald davon, dass Reuters System auch Informationen übermittelt, die Einfluss auf Börsenkurse haben können. Reuters Firma wird nun so erfolgreich, dass er weiter expandieren kann. Er geht nach Paris und überlässt Max die Brüsseler Niederlassung. Als Reuter erfährt, dass Ida Max unterstützt und dort praktisch die Leitung übernommen hat, macht er ihr per Brieftaube einen Hochzeitsantrag, den sie auf dem gleichen Weg annimmt.
Eine Zeit lang läuft der Dienst hervorragend, doch langsam schließt sich das Telegrafennetz, und der Brieftaubenservice wird obsolet. Reuter, der mittlerweile in London lebt, baut seine Firma zu einer Nachrichtenagentur aus, was erneut Spott hervorruft, unter anderem von John Delane, dem Chefredakteur der Times. Doch es gelingt Reuter, von Napoleon III. die Erlaubnis zu bekommen, dessen Friedensrede per Kabel zu übermitteln, noch während sie gehalten wird. Reuter gibt die Rede nicht nur an seine Kunden weiter, sondern auch an die Times. So überzeugt er Delane und bekommt die Times als Kunden. Wieder läuft seine Firma hervorragend, doch es gibt bald Konkurrenz: Die Anglo-Irish Telegraph Company hat sich ebenfalls als Nachrichtenagentur etabliert und verfügt über eine bessere Verbindung nach Irland. Daher kann sie Nachrichten von Übersee und insbesondere aus den Vereinigten Staaten deutlich schneller übermitteln. Sie bietet Reuter 20.000 Pfund für die Übernahme seiner Firma und einen Posten an. Doch Reuter lehnt ab und leiht sich Geld von seinem Freund Sir Randolph Persham, der durch Aktienhandel und mit den Informationen von Reuters reich wurde. Mit diesem Geld wird Reuter seine Verbindungen ausbauen.
Bald ist er mehrere Stunden schneller als Anglo-Irish. Doch die erste Nachricht, die über den neuen Kanal eintrifft, ist die über Abraham Lincolns Ermordung. Sie beeinflusst die Aktienkurse in London so massiv, dass Reuter wegen Börsenmanipulation vor einen Untersuchungsausschuss des britischen Parlaments gerufen wird. Erst als er bereits dort ist, wird die Nachricht durch die US-amerikanische Botschaft bestätigt. Reuter, dessen Ruf nun wiederhergestellt ist, hält eine Rede über die Pressefreiheit. Eine zensierte Presse sei ein Werkzeug einer korrupten Minderheit, eine freie Presse dagegen das Symbol eines freien Volkes. Doch müsse die Presse immer die Wahrheit schreiben.

## Produktion
Bereits in den 1930er Jahren hatte es mehrere vergebliche Versuche gegeben, die Biographie von Julius Reuter zu verfilmen. Im Dezember 1938 kam eine Einigung zwischen Warner Bros. und Reuters über die Produktion einer solchen Biografie zustande. Mitte 1939 kündigte Warner Bros. an, in Zukunft mehrere Blockbuster in den britischen Teddington Studios drehen zu wollen. Unter dem Titel This Man Reuter sollte die Reuterbiografie der erste dieser Filme sein. Für die Hauptrolle war Paul Muni vorgesehen. This Man Reuter blieb der Kinotitel im fast gesamten englischen Sprachraum, ausgenommen der USA.
Nach dem Erfolg von Paul Ehrlich – Ein Leben für die Forschung wurde Edward G. Robinson als Hauptdarsteller ausgewählt. Überhaupt wurden viele der an der Ehrlichbiographie beteiligten Personen auch in Ein Mann mit Phantasie eingesetzt. Neben Regisseur William Dieterle und Kameramann James Wong Howe waren dies unter anderem die Schauspieler Albert Bassermann, Otto Kruger und Montagu Love. Noch kurz vor Beginn der Dreharbeiten Anfang Mai 1940 wurde Miriam Hopkins als weibliche Hauptrolle gehandelt.
Für das Szenenbild in Ein Mann mit Phantasie waren Anton Grot und George Hopkins verantwortlich, die Kostüme kamen von Orry-Kelly.

### Veröffentlichung
Ein Mann mit Phantasie wurde am 19. Oktober 1940 uraufgeführt. Der Film wurde von Warner Bros. produziert und vertrieben. Die deutschsprachige Erstaufführung war am 30. März 1963 in der ARD.

### Synchronisation
Die Synchronisation von Ein Mann mit Phantasie wurde 1962 von der Berliner Synchron durchgeführt. Die Dialogregie lag bei Jürgen von Alten, von dem auch das Dialogbuch stammt.
| Rolle                | Schauspieler       | Synchronsprecher    |
| -------------------- | ------------------ | ------------------- |
| Julius Reuter        | Edward G. Robinson | Lothar Blumhagen    |
| Ida Magnus           | Edna Best          | Inge Landgut        |
| Max Wagner           | Eddie Albert       | Eckart Dux          |
| Franz Geller         | Albert Bassermann  | Walther Suessenguth |
| Otto Bauer           | Gene Lockhart      | Herbert Grünbaum    |
| Sir Randolph Persham | Nigel Bruce        | Hermann Wagner      |

## Rezeption

### Kritiken
Ein Mann mit Phantasie erhielt fast durchgehend eher durchwachsene Kritiken. Cinema fand eine Zusammenfassung, die die meisten Kritiken mehr oder weniger charakterisiert: „Handwerklich solide, aber leidenschaftslos.“ Leonard Maltin sah es ähnlich. Er meinte, man könne sich den Film gut ansehen, doch sei er nicht immer inspiriert. Das Lexikon des internationalen Films sah dagegen eine „[s]chlichte amerikanische Filmbiografie.“ Die Produktionswerte wurden fast durchgehend sehr hoch eingeschätzt. Sie sei exzellent, hervorragend, sorgfältig und üppig. Allerdings fehle dem Film die Massentauglichkeit, er ziele auf ein gebildetes, an historischen Ereignissen interessiertes Publikum und die Meisten würden den Titel nicht verstehen. Es helfe aber, dass die Geschichte nicht sehr bekannt ist. Zudem entwickele sich der Film langsam, aber stetig. Die Zeit und ihre Sitten wurden authentisch recherchiert. Er sei weder so zufriedenstellend noch so unterhaltsam wie Paul Ehrlich – Ein Leben für die Forschung.
William Dieterles Regie wird als gut bezeichnet, aber auch als bemüht und außer Form, er „inszenierte hier etwas zu routiniert“, es fehlen Tempo und Biss. Während die Kameraführung von James Wong Howe sehr gelobt wird, scheiden sich die Geister am Drehbuch. Einerseits unterstütze es Dieterle, andererseits sei es zuweilen langweilig und pompös. Ihm fehlen erinnerungswürdige Dialoge und frische Charakterisierungen. Viele Nebenrollen seien sehr blass geschrieben.
Die Besetzung wird allgemein gelobt. Es wurden gute darstellerische Leistungen beobachtet, und die Besetzung als hervorragend oder außerordentlich, aber auch krisenfest bezeichnet. Edward G. Robinson wird eine exzellente Charakterisierung bescheinigt, er sei wunderbar, ideal besetzt und genieße die Rolle sichtlich. Aber auch Albert Bassermann biete eine glänzende und menschliche Vorstellung. Edna Best, Eddie Albert, Gene Lockhart, Nigel Bruce und Montague Love seien sehr effektiv in ihren Rollen.

### Folgen
Die Hauptrollen in Paul Ehrlich – Ein Leben für die Forschung und in Ein Mann mit Phantasie bedeuteten für Edward G. Robinson einen großen Schritt in seiner Karriere. In seinen Memoiren bezeichnete er Paul Ehrlich – Ein Leben für die Forschung als den besten Film, in dem er aufgetreten sei, knapp vor Ein Mann mit Phantasie.